# John Høybye
John Høybye (født 12. januar 1939) er en dansk komponist og dirigent, som især er kendt for sit arbejde med Tritonus-koret, som han grundlagde i 1971 og dirigerede gennem 35 år.
Høybye er i dag dirigent for Diabolus-koret, som han dannede i 2012 med ældre sangere fra Tritonus.

## Virke
Efter afsluttede studier i musikvidenskab ved Københavns Universitet 1970, samt studier hus Gottfried Wolters i Hamburg, Willy Träder i Hannover, Gabor Friess i Budapest og Bob Brookmeyer, var Høybye gennem en årrække lektor ved Dansk Pædagogisk Universitet (DPU). I 1971 blev han dirigent for HF-koret, som snart efter tog navneforandring til Tritonus-koret.
Høybyes arbejde har omfattet mange forskellige former for kor og ensembler, fra begynderbørnekor til professionelle kor, blandt de sidste fx DR-radiokoret, Det Ungarske Radiokor samt Århus Symfoniorkester, Aalborg Symfoniorkester, Sjællands Symfoniorkester og Danmarks Radios Big Band.
Han har været meget produktiv inden for korpædagogik med en række udgivelser, bl.a. Ostinat (1975), Zig Zag (1982), Papegøjebogen (1985), (Paraplyen (1991), KatMatiNat (1995), Korimba (2004) og Høybyes Korbog (2011). Udgivelserne kredser om metoder og satsteknikker, med det formål at fremelske variation og kvalitet i korarbejdet.

## Priser
- 1993 Årets Korkomponist[5]
- 1995 Førstepris ved Den Internationale Korkonkurrence i Budapest, med Tritunus-koret[5]
- 1999 DJBFAs hæderspris[5]